# Malayemys subtrijuga
Malayemys subtrijuga är en sköldpaddsart som beskrevs av August Friedrich Schweigger 1812. Arten ingår i släktet Malayemys och familjen Geoemydidae. IUCN kategoriserar Malayemys subtrijuga globalt som sårbar. Inga underarter finns listade i Catalogue of Life.

## Beskrivning
Sköldpaddorna kan ha upp till 21 centimeter långa skal, de flesta individer blir dock betydligt mindre. Skalet är ovalt och måttligt välvt, det saknar sågtänder men har hack baktill. Färgen på skalet varierar från ljustbrunt till mörkbrunt och kan ibland vara mahognyfärgat, kanterna är gula eller krämfärgade. Bukskölden är gul eller krämfärgad med ett mönster bestående av mörkbruna eller svarta fläckar.
Huvudet är relativt stort med utskjutande nos. På det svarta huvudet löper flera gula eller krämfärgade ränder från nosen och bakåt. Benen är grå eller svarta med en smal gul yttre kant.

## Utbredning
Malayemys subtrijuga återfinns i norra Malaysia, Thailand, Kambodja, Laos och i södra Vietnam. Arten har också introducerats på de indonesiska öarna Sumatra och Java.

## Levnadssätt
Arten föredrar långsamt rinnande vatten med mjuka bottnar och riklig vegetation. Den har hittats i dammar, kanaler, små bäckar, träsk och på risfält.
Malayemys subtrijuga äter som huvudsaklig föda sniglar, större honor äter också sötvattensmusslor. Det har även observerats att arten äter maskar, vattenlevande insekter, kräftdjur och små fiskar.
Honorna lägger vanligtvis tre till sex ägg åt gången, men så mycket som tio ägg har rapporterats. Äggen är mellan 3,2 och 4,5 centimeter långa och mellan 2 och 2,5 centimeter breda, vita och med skört skal. Insamlade ägg tog i genomsnitt 167 dagar på sig att kläckas, variationen i tid var dock stor (upp till fyra månader). De nykläckta ungdjuren hade i genomsnitt 3,5 centimeter långa skal.